# Wąchock
Wąchock è un comune urbano-rurale polacco del distretto di Starachowice, nel voivodato della Santacroce.
Ricopre una superficie di 81,84 km² e nel 2006 contava 7 020 abitanti.